# HoReCa
HoReCa este acronimul pentru industria ospitalității: Hoteluri, Restaurante, Catering, folosit în principal în Scandinavia, Benelux, Franța și România. În esență, HORECA reprezintă segmentul de piață care se concentrează pe satisfacerea nevoilor și dorințelor clienților în ceea ce privește ospitalitatea și experiența culinară.
În România, termenul rezultat din acronim a fost introdus pentru prima dată în 1992.
În România, industria HORECA a înregistrat o creștere constantă în ultimele decenii, impulsionată de dezvoltarea turismului și a pieței de consum. După 1990, acest sector a beneficiat de investiții străine și autohtone, ducând la modernizarea infrastructurii hoteliere și la diversificarea ofertelor de restaurante și servicii de catering. Conform datelor din 2019, HORECA reprezenta aproximativ 5% din PIB-ul României, oferind locuri de muncă pentru peste 200.000 de angajați. Totuși, pandemia COVID-19 a afectat profund acest sector, ducând la închiderea temporară sau permanentă a multor afaceri, dar și la creșterea cererii pentru servicii de livrare și soluții digitale. În ultimii ani, HORECA din România a început să se redreseze, adaptându-se la noile norme de sănătate și siguranță și investind în tehnologii moderne pentru a răspunde cerințelor pieței.